# Pilkem
Pilkem (im Englischen Pilckem) ist ein Weiler im Ortsteil Boezinge der belgischen Stadt Ypern. Er liegt etwas über 2 Kilometer östlich des Zentrums von Boezinge, von dem es durch den Kanal Ieper-IJzer getrennt ist, 3 Kilometer südwestlich von Langemark und nördlich von Ypern an der Straßenkreuzung des Langemarkseweg und des Pilkemseweg.

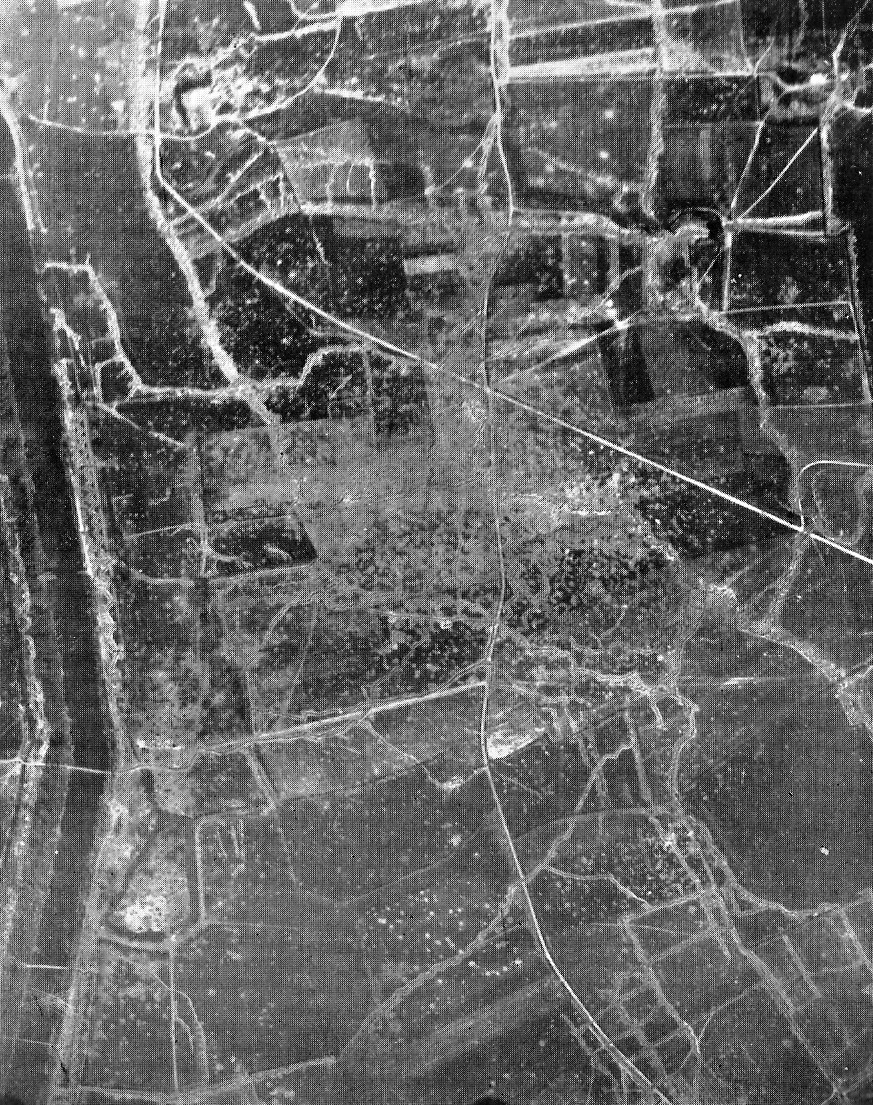
Luftbild von 1915

Im Ersten Weltkrieg gehörte das Gebiet zur Frontlinie des Ypernbogens. In der Nähe fand während der Zweiten Flandernschlacht im April 1915 der erste große Giftgaseinsatz an der Westfront statt. Am bekanntesten ist Pilkem für die Schlacht um den Pilkem-Rücken (Battle of Pilckem Ridge), die Ende Juli 1917 den Auftakt zur Dritten Flandernschlacht bildete. Zahlreiche Gedenkstätten befinden sich in der Umgegend, darunter der Welsh National Memorial Park und der Artillery Wood Cemetery sowie ein Denkmal für den irischen Dichter Francis Ledwidge. Wie auch der walisische Dichter Hedd Wyn kam er bei Pilkem am 31. Juli 1917 ums Leben.